# Museu Inaldo de Lyra Neves
O Museu Inaldo de Lyra Neves, da Academia Nacional de Medicina (ANM), é um museu brasileiro localizado na cidade do Rio de Janeiro que ocupa a antiga sede administrativa do Matadouro Municipal de Santa Cruz. A ideia do museu é apresentar a evolução da instrumentação cirúrgica bem como reunir peças artísticas brasileiras que se relacionem com a medicina.
O nome do museu, vigente desde 1965, presta homenagem ao ex-presidente da ANM, Inaldo de Lyra Neves-Manta. Antes disso, o instituto chamava-se Museu Anátomo-Pathológico e de Curiosidades Médicas. A fundação foi em 1889.
As peças que compõem o acervo foram doadas por médicos e acadêmicos da área de medicina. O primeiro item da coleção foi um estetoscópio que pertenceu ao estudioso Olimpo da Fonseca. Hoje em dia, o museu conta com esculturas, pinturas, mobiliário e objetos de uso pessoal. No total, são 1 500 peças que formam nove coleções. Algumas representam a evolução dos aparelhos da área.

## Acervo
O museu tem 1.500 peças sobre a história da medicina e a evolução tecnológica de instrumentação cirúrgica no Brasil.